# Dực Thánh vương
Dực Thánh vương (Chữ Hán: 翊聖王; ?-?) là một tông thất và tướng lĩnh thời đầu nhà Lý trong lịch sử Việt Nam. Dực Thánh vương là vị tướng có đóng góp cho việc bảo vệ biên cương nước Đại Cồ Việt khi nhà Lý mới thành lập.

## Thân thế
Theo Việt sử lược (thời Trần), Dực Thánh vương là em trai của Lý Mỗ và Lý Công Uẩn. Năm 1009, Lý Công Uẩn phế bỏ nhà Lê, lên làm vua, tức Lý Thái Tổ. Sau khi lên ngôi, Lý Thái Tổ phong tước Vũ Uy vương cho anh trai ruột là Lý Mỗ, phong tước Dực Thánh vương cho em trai. Theo Đại Việt sử ký toàn thư (thời Lê sơ), con của Dực Thánh vương là Lý Phó cũng được phong Tổng quản.
Tuy nhiên, theo sách Khâm định Việt sử Thông giám cương mục (thời Nguyễn), dẫn lại Nam Thiên trung nghĩa lục của Phạm Phi Kiến (thời Lê Trung hưng), thì Dực Thánh vương là con trai thứ năm của Lý Thái Tổ. Các nhà nghiên cứu khi xem xét những ghi chép trong Toàn thư lẫn Việt sử lược đều cho rằng Cương mục đã chép sai.

## Tiểu sử
Năm 1014, 20 vạn quân Đại Lý do tướng Dương Trường Huệ (Việt sử lược chép là Đỗ Trường Huệ) và Đoàn Kính Chí chỉ huy tiến quân sang xâm lấn, đóng quân ở trại Ngũ Hoa. Lý Thái Tổ sai Dực Thánh vương đem quân đi đánh. Trận này quân nhà Lý đại thắng, sử ghi lại rằng: ...chém đầu kể hàng vạn, bắt sống được quân lính và ngựa không kể xiết.... Lý Thái Tổ sau đó sai người đem trăm con ngựa là chiến lợi phẩm sang biếu nhà Tống.
Năm 1015, Lý Thái Tổ lại sai Dực Thánh vương cùng Vũ Đức vương đi đánh dẹp các châu Đô Kim, Vị Long, Thường Tân, Bình Nguyên. Trận này Dực Thánh vương bắt được Hà Án Tuấn. Hà Án Tuấn (Cương mục chép là Hà Trắc Tuấn) vốn là thủ lĩnh châu Vị Long. Trước đó, vào năm 1013, Hà Án Tuấn làm phản, theo nước Đại Lý, bị Lý Thái Tổ thân chinh đi đánh, Án Tuấn bỏ chạy.
Năm 1022, Dực Thánh vương nhận chiếu đi đánh Đại Nguyên Lịch (Việt sử lược chép là Đại Quang Lịch). Quân nhà Lý tiến sâu vào trong đất Tống tại trại Như Hồng, đốt phá kho đụn rồi rút về. Từ sau sự kiện này, không thấy ghi chép gì về việc Dực Thánh vương cầm quân nữa. Các cuộc đánh dẹp những năm sau do Thái tử Khai Thiên vương, Hoàng tử Khai Quốc vương và Hoàng tử Đông Chinh vương thay nhau cầm quân.
Năm 1028, Lý Thái Tổ băng hà. Các quan lại trong triều đến cung Long Đức đón Thái tử Khai Thiên vương lên ngôi. Dực Thánh vương, Đông Chinh vương, Vũ Đức vương không phục, đem phủ quân làm binh biến. Đông Chinh vương cho quân phục ở trong Long Thành, còn Dực Thánh vương và Vũ Đức vương ở cửa Quảng Phúc, chờ Khai Thiên vương đến thì đánh úp.
Khai Thiên vương ban đầu muốn cho người thuyết phục ba vương tự rút quân, nhưng sau đó được Lý Nhân Nghĩa thuyết phục, sai Lý Nhân Nghĩa và Lê Phụng Hiểu dẫn vệ sĩ ra đánh. Lê Phụng Hiểu chém chết Vũ Đức vương, quân ba vương sợ hãi bỏ chạy. Dực Thánh vương và Đông Chinh vương chạy trốn.
Dực Thánh vương sau đó được vua Lý Thái Tông tha tội. Không rõ mất năm nào.

## Thờ phụng
Dực Thánh vương cùng với Đông Chinh vương, Vũ Đức vương được thờ phụng tại nhiều nơi, đặc biệt là khu vực Hải Phòng. Dực Thánh vương được thờ làm Thành hoàng ở Đình An Bảo,... Tại Thành phố Hồ Chí Minh, Dực Thánh vương và Đông Chinh vương được thờ tại Đình Thông Tây Hội. Do hành động làm chính biến của Dực Thánh vương và Đông Chinh vương nên Đình Thông Tây Hội không tổ chức lễ Kỳ yên lẫn hát chầu.